# ورزشگاه شهر آبوویان
ورزشگاه شهر آبوویان (ارمنی: Աբովյանի Քաղաքային Մարզադաշտ) ورزشگاه فوتبال در آبوویان، ارمنستان و ورزشگاه خانگی باشگاه فوتبال کوتایک، باشگاه فوتبال کینگ دلوکس و تیم ملی اتحادبه راگبی ارمنستان بود.
این ورزشگاه در ۱۹۶۵–۱۹۶۶ میلادی ساخته شده و در سال ۱۹۶۶ میلادی افتتاح شده است و ظرفیت آن ۳٬۹۴۶ نفر است. این ورزشگاه در سال ۲۰۰۶ میلادی نیز بازسازی شده است.